# The Year of Living Dangerously
The Year of Living Dangerously (br: O ano em que vivemos em perigo / pt: O ano de todos os perigos) é um filme australiano de 1982, do gênero drama, dirigido por Peter Weir e baseado em livro de C.J. Koch.

## Sinopse
A ação do filme transcorre no ano de 1965, em meio a uma revolução na Indonésia. Guy Hamilton é um ambicioso correspondente australiano em sua primeira missão internacional: cobrir os últimos momentos do regime de Sukarno. Em Jacarta, ele se envolve romanticamente com uma funcionária da embaixada britânica e recebe ajuda de Billy Kwan, um fotógrafo anão.

## Elenco principal
- Mel Gibson .... Guy Hamilton
- Sigourney Weaver .... Jill Bryant
- Linda Hunt .... Billy Kwan
- Bembol Roco .... Kumar
- Domingo Landicho .... Hortono
- Hermano de Guzman .... oficial da imigração
- Michael Murphy .... Pete Curtis
- Noel Ferrier .... Wally O'Sullivan
- Paul Sonkkila .... Kevin Condon
- Bill Kerr .... coronel Ralph Henderson
- Kuh Ledesma .... Tiger Lily

## Principais prêmios e indicações
Oscar 1984 (EUA)
- Venceu na categoria de melhor atriz coadjuvante (Linda Hunt).

Globo de Ouro 1984 (EUA)
- Indicado na categoria de melhor atriz coadjuvante (Linda Hunt).

Australian Film Institute 1983 (Austrália)
- Venceu na categoria de melhor atriz coadjuvante (Linda Hunt).
- Indicado nas categorias de melhor fotografia, melhor figurino, melhor edição, melhor produção de arte, melhor som, melhor ator (Mel Gibson), melhor diretor, melhor filme, melhor trilha sonora, melhor roteiro adaptado e Prêmio do Júri (Linda Hunt e Peter Weir).

Festival de Cannes 1983 (França)
- Concorreu à Palma de Ouro.

Prêmio NYFCCA 1984 (New York Film Critics Circle Awards, EUA)
- Venceu na categoria melhor atriz coadjuvante (Linda Hunt).

## Recepção
O Metacritic, que usa uma média ponderada, atribuiu ao filme uma pontuação de 65 em 100, baseado em 9 críticos, indicando críticas "geralmente favoráveis".